# Frost Art Museum
Le Frost Art Museum (Patricia and Phillip Frost Art Museum de son nom complet) est un musée appartenant à la Florida International University et situé sur le campus d’University Park à Miami (Floride). Fondé en 1977, ses collections sont éclectiques : objets précolombiens, photographies, dessins, œuvres d’artistes américains et latino-américains.
Ses expositions sont innovantes, éclectiques et internationales, ainsi l'artiste avant-gardiste chinois Zhong Biao y a été invité.